# Girofaro

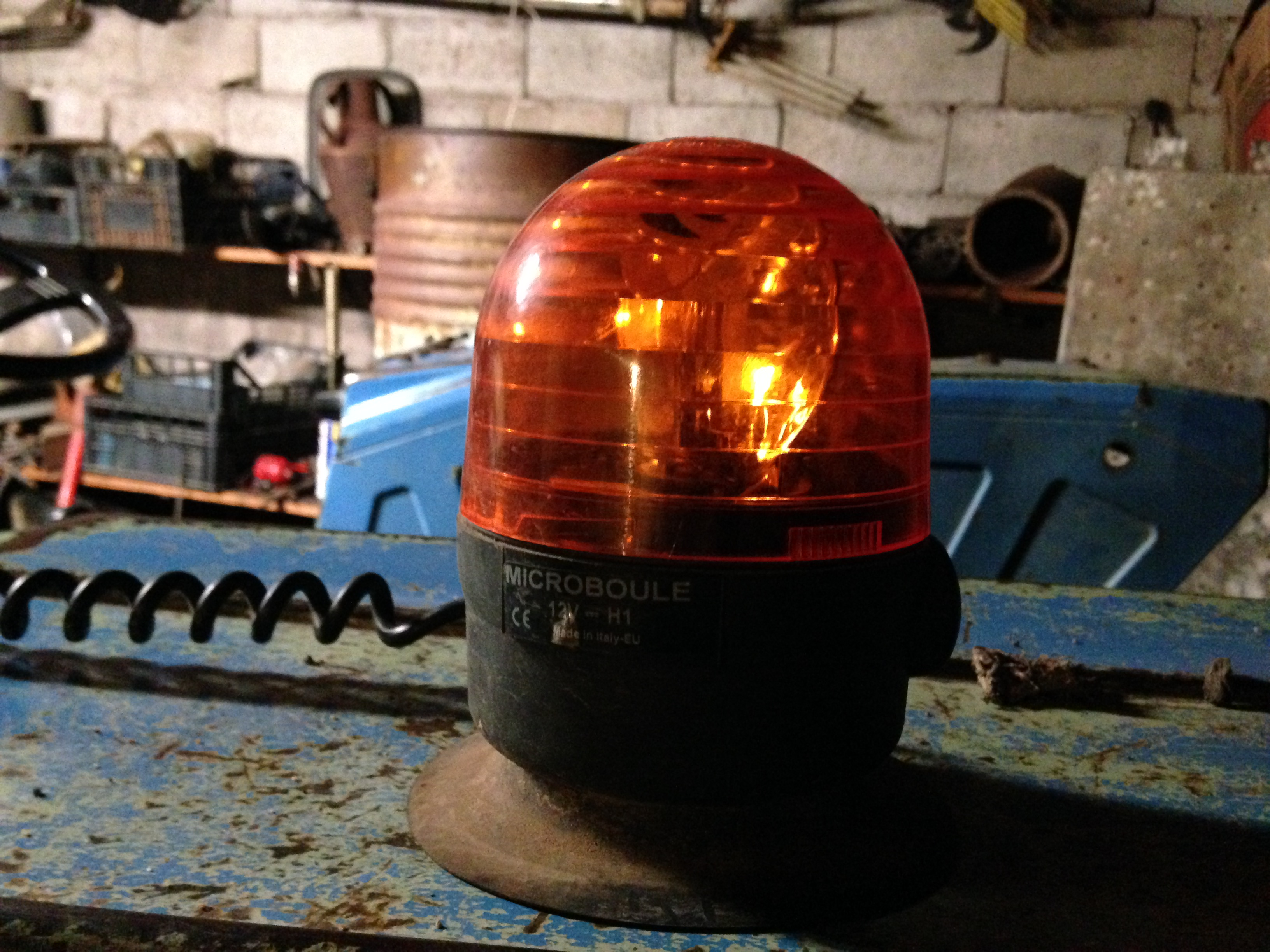
Un girofaro a luce gialla

Animazione del funzionamento di un girofaro blu

Un girofaro è un dispositivo luminoso lampeggiante installato su veicoli a carattere speciale, che con movimenti circolari ha la funzione di segnalazione di pericolo o di priorità/emergenza. Esistono svariati modelli e versioni, grazie all'uso delle più moderne tecnologie di segnalazione. Sono previsti diversi colori per differenziarne l'utilizzo, secondo convenzioni variabili nelle normative nazionali.
In base alla legislazione italiana, se il dispositivo è dotato di calotta di colore blu significa che il veicolo richiede priorità e quindi segnala un'emergenza, ed è affiancato a una sirena, se invece la calotta è di colore arancione/ambra segnala semplicemente un pericolo o un'attenzione per i guidatori dei veicoli circostanti.
Attualmente la tecnologia dei lampeggianti più moderna è quella a LED, le modalità di lampeggio dei modelli a led possono essere diverse; prevalentemente si notano effetti come quello semplice ad intermittenza sincronizzata e non sincronizzata, quello stroboscopico sincronizzato e non sincronizzato, e quello girevole: l'effetto girevole è dato da una corona di led apposta all'interno della una calotta, tali led si accendono uno alla volta in senso orario o antiorario, dando così origine all'effetto ottico di movimento.

## Storia
Fino alla metà degli anni cinquanta i mezzi di pubblica sicurezza non disponevano di dispositivi luminosi lampeggianti. Da quel periodo venne così stabilito che i mezzi di soccorso dovessero disporre di un faro a luce intermittente di colore rosso, modello americano. Così nel 1959 successe la vera e propria svolta, quando il nuovo codice della strada sancì l'installazione di un faro di colore azzurro; tale disposizione però fu riservata solo a gran parte dell'autoparco dei mezzi adibiti a soccorso pubblico; non poterono ottenere tale beneficio i reparti con ridotti autoparchi, quelli non svolgenti mansioni di pronto intervento, e Reparti Celeri e Mobili fino agli anni settanta. Venne così disposta la sostituzione o l'aggiunta della luce lampeggiante rossa, e venne previsto che tale faro avesse una particolare forma a cupola o a campana, in modo da ottenere un effetto lampeggiante conservato tutt'oggi, provocato mediante una paletta rotante metallica ad effetto specchio, inserita in una calotta di plastica di colore blu. Tale assortimento aggiuntivo venne applicato, ad esempio, nella Fiat Campagnola, che venne dotata di un supporto metallico a sostegno del lampeggiante, della lunghezza di una ventina di centimetri, posto esattamente sul tettuccio della versione telonata.
Le prime modifiche del lampeggiante avvennero intorno al 1993, quando su molte delle nuove vetture iniziò ad essere installato un nuovo tipo di dispositivo, questa volta di tipo elettronico: la frequenza di lampeggiamento infatti, veniva interamente guidata da un circuito integrato. Questo sistema venne introdotto esclusivamente per pochi mezzi; su tutti gli altri, si continuava a vedere il vecchio lampeggiante ad effetto rotante: il girofaro.
Con l'introduzione dell'Alfetta in dotazione a Carabinieri e Guardia di Finanza intorno alla metà degli anni Settanta, per la prima volta un mezzo delle Forze dell'Ordine venne equipaggiato con doppio lampeggiante. Nel 1995 con la smilitarizzazione del Corpo degli Agenti di Custodia, il nuovo Corpo di Polizia Penitenziaria adottò anch'esso, su una parte di mezzi, il doppio dispositivo luminoso d'emergenza su due modelli in particolare: Alfa Romeo 75 e Fiat Croma. Vennero poi allestiti altri mezzi, tra cui cellulari e ambulanze, i quali disponevano da 2 fino a 4 lampeggianti a veicolo; anche se in ridotte quantità, gli altri mezzi tra cui Fiat Campagnola, Fiat Punto, Fiat Tipo e Fiat Uno, erano dotati di un unico girofaro posizionato sulla cappotta. Solo la Polizia decise di mantenere l'unicità fra le Forze dell'Ordine, conservando un singolo girofaro di colore blu, a livello centrale del tettuccio del mezzo.

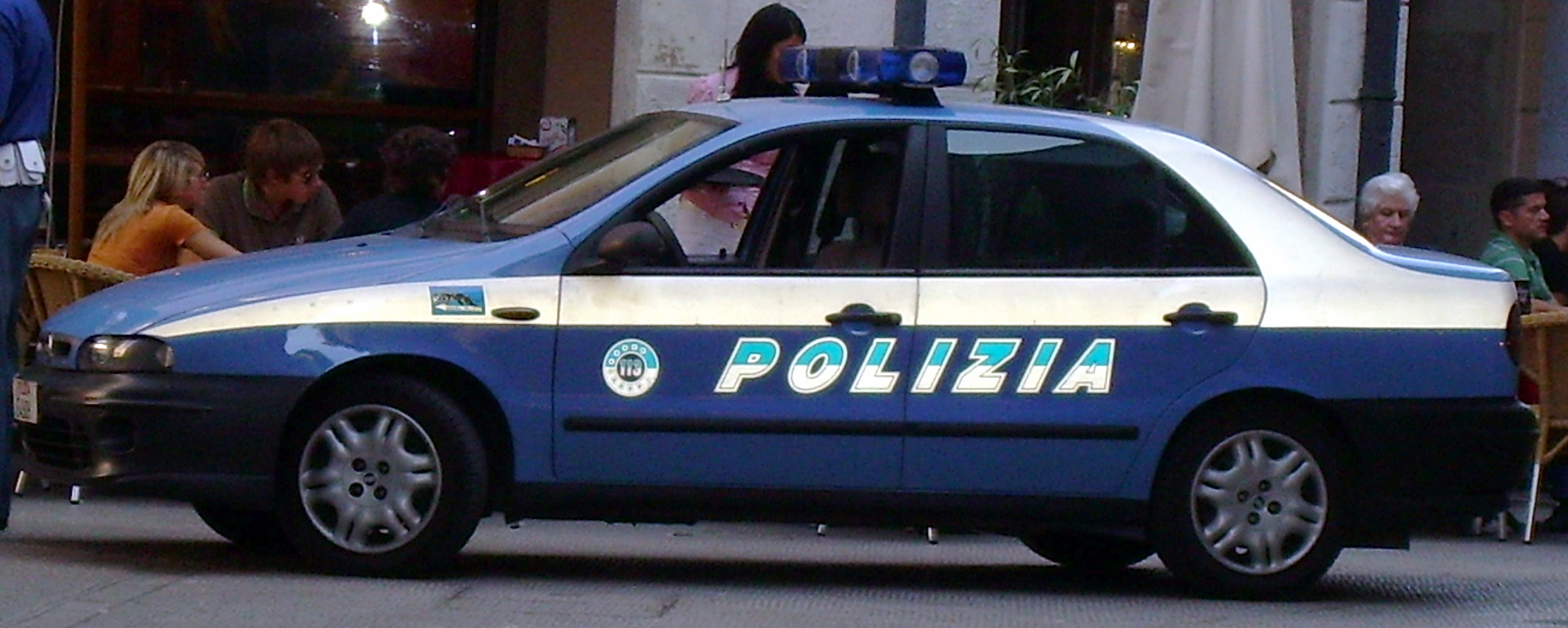
Barra stroboscopica in allestimento ad una Marea

Nel 1996 venne presentata l'ennesima evoluzione del lampeggiante, una vera e propria rivoluzione radicale del sistema luminoso finora adottato. Si trattò della barra lampeggiante, un nuovo dispositivo elettronico composto principalmente da una barra luminosa di colore blu, applicato inizialmente sulla Fiat Marea e successivamente su altri modelli. Tale lampeggiante, impropriamente chiamato a questo punto girofaro, deriva da un tipo di dispositivo a doppia luce lampeggiante alternata arancione, fino ad allora adottato dalla Società Autostrade, installato su alcuni modelli di Alfa Romeo 155. Vennero dotati di tale sistema solo le prime due serie, esclusa la versione 16v, con lo scopo di aumentare la visibilità delle pattuglie da grande distanza. Poco dopo, il medesimo equipaggiamento venne montato in via sperimentale anche sulla III serie della Fiat Croma e sul Fiat Ulysse della società autostradale Autovie Venete.
Tale esperimento durò circa tre anni e non ebbe seguito; nel contempo lo si può considerare il preambolo di una nuova generazione di lampeggianti. Dal 1998/99, periodo di effettivo ingresso in servizio delle prime Fiat Marea, le vetture della Polizia di Stato assumono l'aspetto delle “american police cars”, ovvero delle tipiche auto della polizia americana, con l'applicazione di un nuovo modello costruito dalla Federal Signal Vama, nominato ATV8000. Si tratta di una barra composta da due luci stroboscopiche alternate, perfettamente sincronizzate tra loro, quattro fari supplementari da ricerca di forma circolare con calotta bianca: due posizionati anteriormente e altri due lateralmente, infine due fari lampeggianti intermittenti anch'essi di forma circolare e di colore arancione, ripetitori della segnalazione luminosa di pericolo (funzionamento simultaneo di tutti gli indicatori luminosi di direzione) posizionati nella parte posteriore. Al centro dell'apparecchio è inserito un altoparlante esterno, commutabile sia come sirena bitonale, sia come amplificatore esterno, qualora l'equipaggio trovandosi fuori dal mezzo, dovesse comunicare via radio, o qualora gli operatori dovessero comunicare dall'interno del mezzo, con l'esterno.

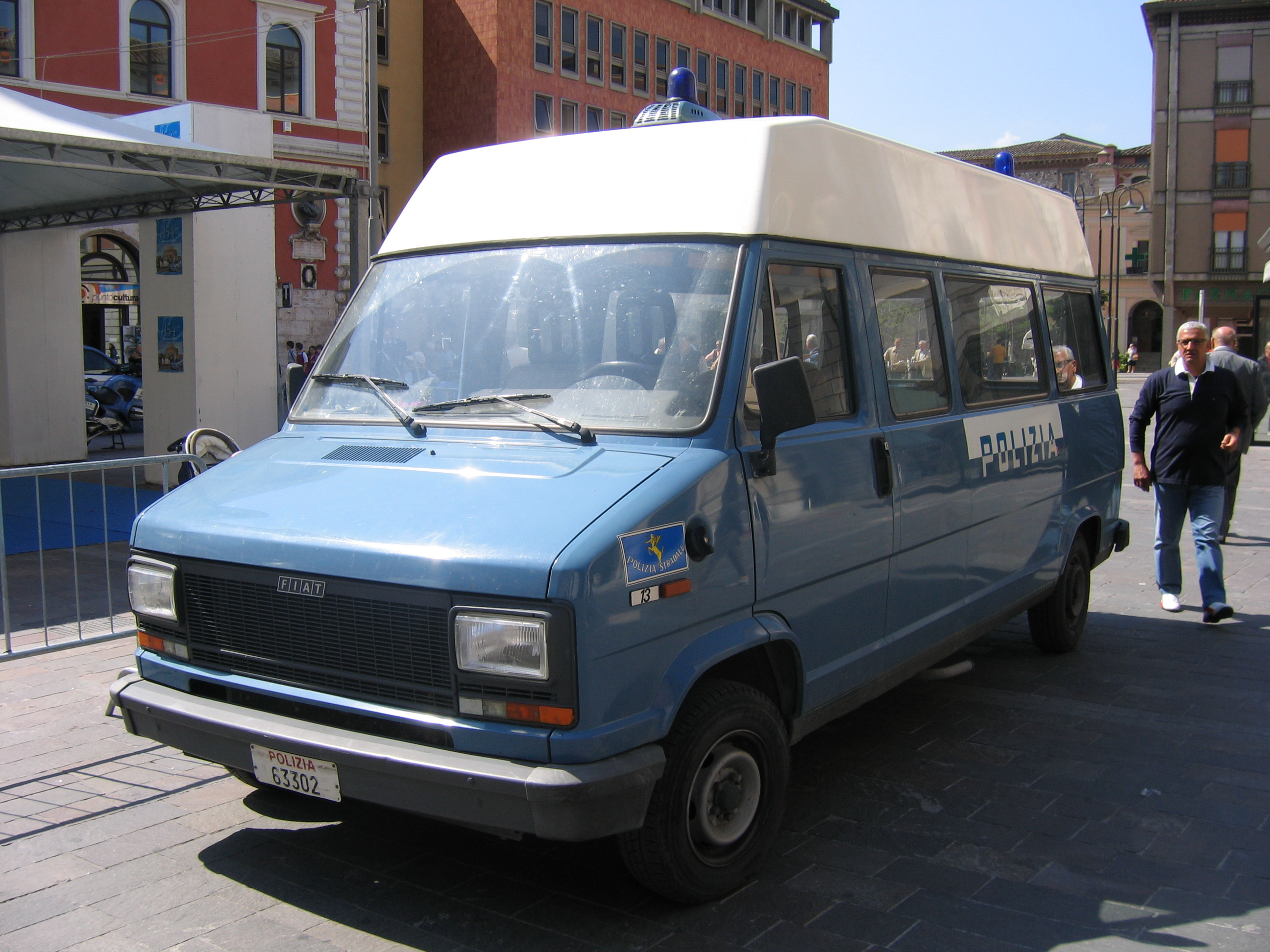
Fiat Ducato I serie della Polstrada allestimento trasporto persone

Per quanto concerne la Polizia stradale, il discorso è un po' diverso, infatti se nel 1996 il modello veniva utilizzato sia sui veicoli della specialità in questione, che sulla Fiat Marea berlina della Squadra volante, nel 1998 questo cambia sostanzialmente. Vengono apportate alcune modifiche al dispositivo base: nel lato anteriore del lampeggiante infatti, viene eliminato l'altoparlante posto al centro della barra, mentre sul lato posteriore viene applicato, tra i due fari stroboscopici blu, un display luminoso. È proprio in questo periodo che anche il Fiat Ducato dei reparti autostradali viene equipaggiato con un grande tabellone sollevabile installato sul tetto, nel quale veniva riprodotta a livello luminoso la diversa segnalazione utile agli automobilisti in situazioni di emergenza, quali: “nebbia”, “coda”, “rallentare”, “incidente”, “alt polizia”, “accostare”.
Tale allestimento andò a sostituire la dotazione della prima serie del Fiat Ducato della Società Autostrade; questo mezzo disponeva della segnaletica stradale a livello cartellonistico, di tre girofari particolari, di forma allungata, alti e squadrati, con base metallica rialzante, in modo da garantire maggiore visibilità.

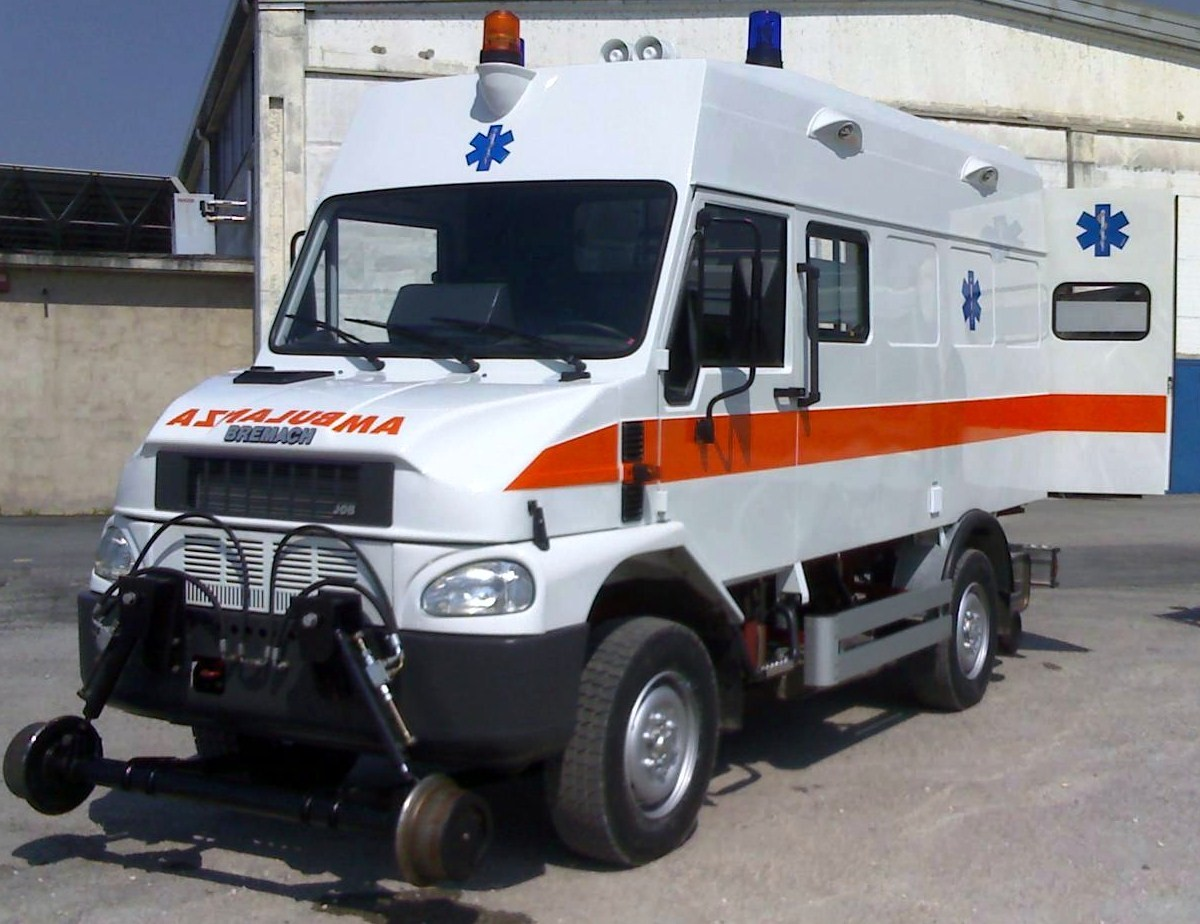
La nuova tipologia di girofaro allungato, montato su un'ambulanza ferroviaria

Nonostante le numerose innovazioni dei dispositivi lampeggianti sui mezzi della Polizia stradale, altri mezzi quali fuoristrada, autovetture meno operative e furgoni, continuarono a montare i classici lampeggianti, mantenendo la medesima forma estetica, il medesimo colore, ma con un nuovo funzionamento: la luce stroboscopica. Mantenendo prevalentemente la precedente disposizione sui furgoni, questi nuovi lampeggianti vennero posizionati sul tetto del mezzo secondo l'ordine: due posteriori ai lati ed uno anteriore centrale, oppure uno su ogni lato.
Il 1998 fu un anno di grande movimento ed innovazione per quanto riguarda i mezzi delle Forze dell'Ordine e per i loro allestimenti. Anche l'Arma dei Carabinieri organizzò una nuova dotazione per il nuovo modello di "gazzella". Il 28 luglio del 1998 infatti, la Benemerita acquistò ben 375 esemplari di Alfa Romeo 156, dotati di un particolare assortimento di dispositivi luminosi. Su tale mezzo infatti, vennero installati due lampeggianti stroboscopici a luce blu, rivestiti da una seconda calotta di colore trasparente in plastica rinforzata, di un faro direzionale con calotta trasparente di forma "a goccia" posto in posizione centra anteriore del tettuccio, e di un grosso pannello estraibile meccanicamente applicato sulla parte posteriore della cappotta o mo' di spoiler. Tale pannello conteneva un display, utilizzato dagli operatori su strada; se nei veicoli della Stradale le luci componenti le lettere erano di colore arancione, sulle 156 dei Carabinieri erano di colore rosso; pressoché identiche invece erano le diverse segnalazioni scritte sul display in questione, infatti cambiarono solamente la dicitura da "ALT POLIZIA" a "CARABINIERI", ed aggiunsero "CONTROLLO" e "AUTOCOLONNA MILITARE". Da non dimenticare infatti che fino al 2000 i Carabinieri erano un'arma dell'Esercito Italiano.

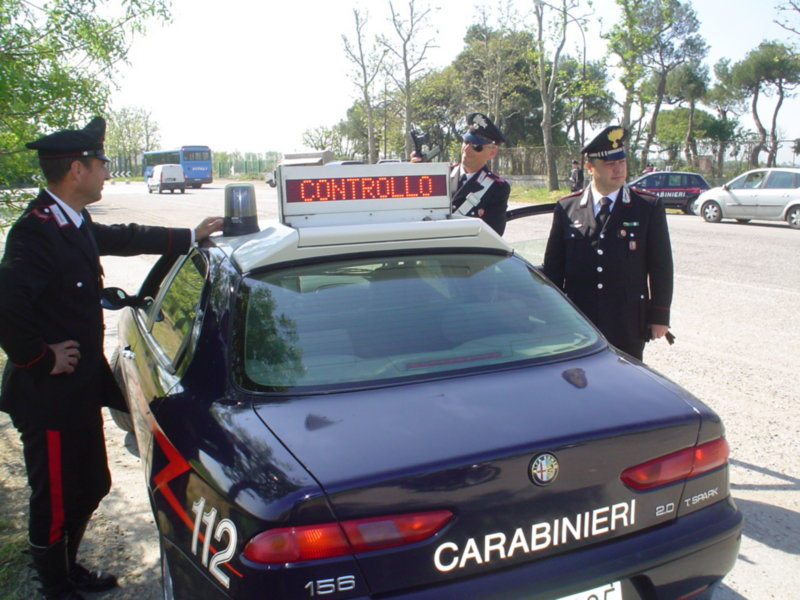
Allestimento della Alfa Romeo 156 in dotazione ai Carabinieri, con girofaro fisso.

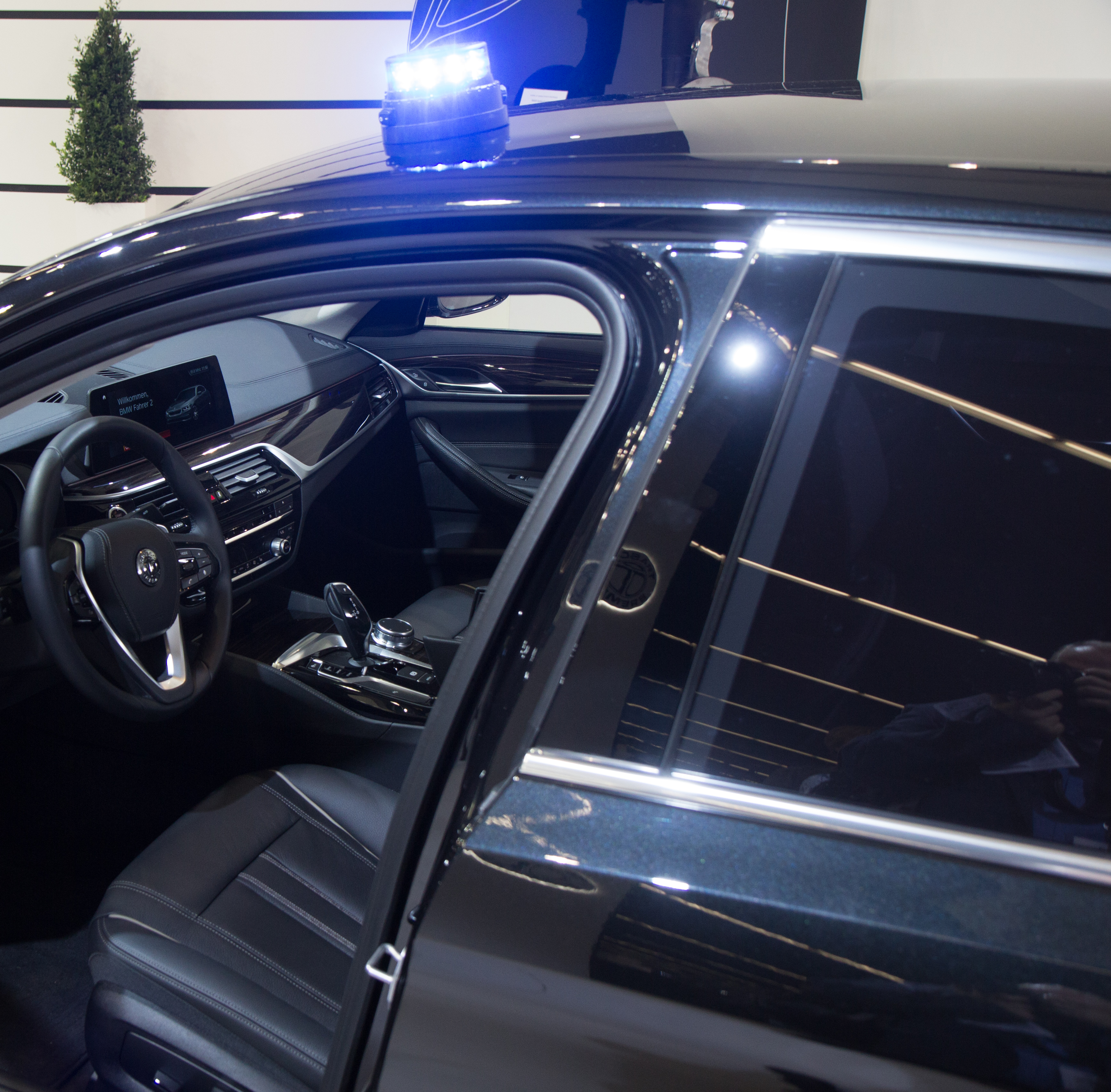
Girofaro mobile in un'auto civetta delle forze dell'ordine

La medesima dotazione, ad eccezione del pannello luminoso, venne così adottata successivamente per alcuni veicoli da: Polizia Penitenziaria come normale allestimento sulle Alfa Romeo 146, e come allestimento senza faro direzionale sui Fiat Doblò, sui Mercedes Sprinter e sui Fiat Ducato, Guardia di Finanza come normale allestimento sulle Alfa Romeo 156, sulle Citroën Xsara, sulle Fiat Stilo e sui Subaru Forester, come allestimento ad unico lampeggiante sulle Citroën Saxo, e Vigili del Fuoco sulle Fiat Stilo. Solo la Polizia di Stato mantenne il suo tradizionale allestimento ad un unico lampeggiante, su gran parte dei modelli in dotazione.

Si arriva così fino al 2006, anno in cui subentrano le nuove tecnologie per quanto riguarda i dispositivi luminosi: viene reintrodotto il classico girofaro, ma stavolta in versione LED.
L'unico Corpo dello Stato che ha conservato fino al 2014 su buona parte dei modelli, in particolare sui mezzi pesanti operativi, il vecchio girofaro, chiaramente rivisitato con nuove tecnologie ma mantenente l'originario principio del lampeggiamento, è il Corpo Nazionale dei Vigili del Fuoco, il quale ha continuato a dotare con tali allestimenti diverse autopompe. A partire dal 2015 si iniziano a vedere anche su diversi mezzi del Corpo i lampeggianti LED.

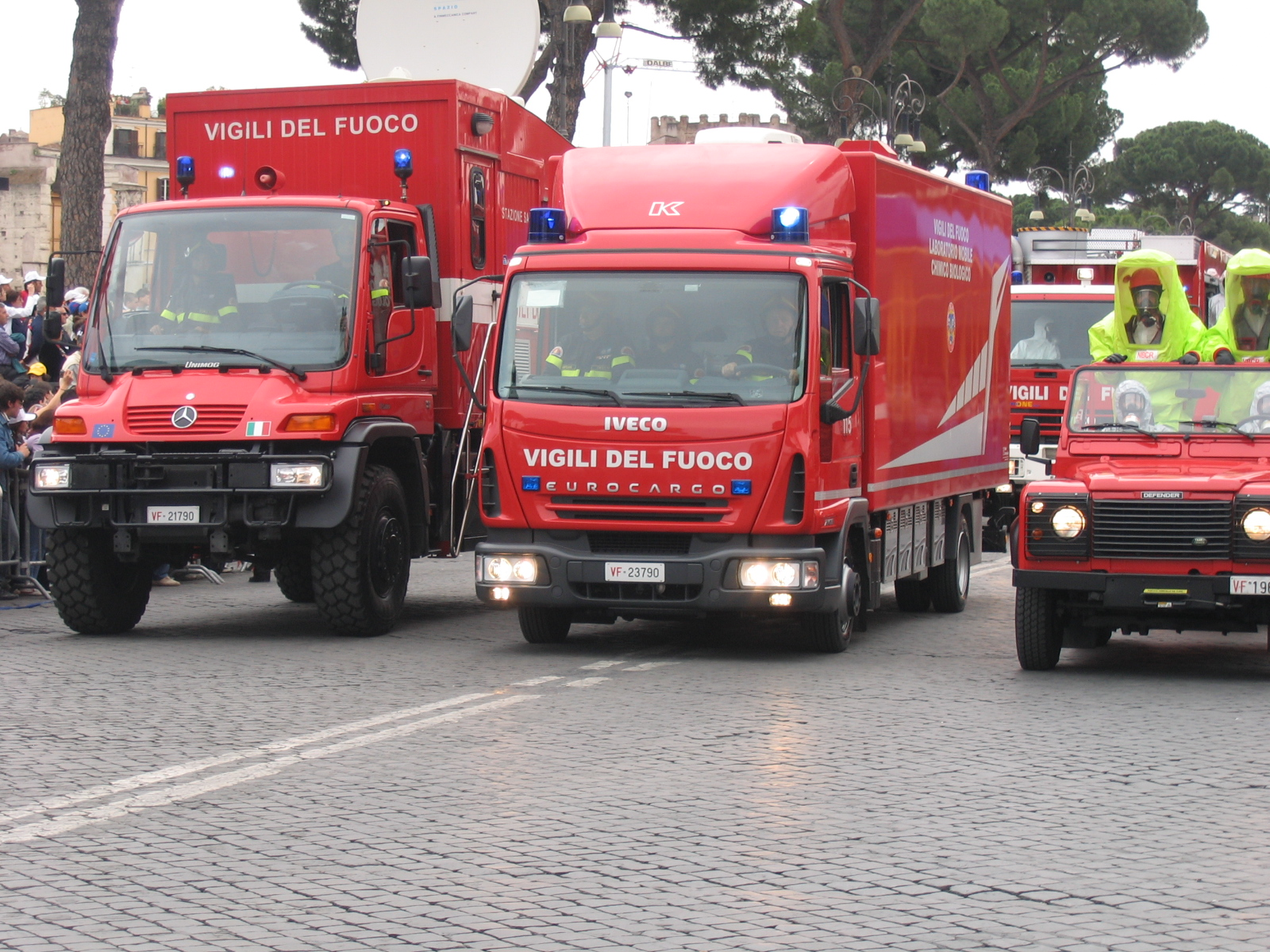
Mezzi dei Vigili del Fuoco durante la parata del 2 giugno 2006

## Legislazione

### Italia
In Italia il Codice della strada stabilisce con l'articolo 151 che sono ammessi esclusivamente i colori blu, giallo e/o arancione. Di questi ultimi due colori vengono impiegate diverse tonalità e diverse gradazioni di chiarezza, fino ad ottenere il più comune fra questi, fino a presentare caratteristiche sia del giallo che dell'arancione: ovvero il giallo ambra.
Come già accennato sopra, l'art. 151 CdS, stabilisce:
- l'uso della segnalazione visiva a luce lampeggiante gialla o arancione, affermando che tale dispositivo è di carattere supplementare, deve essere installato:
  - sui veicoli eccezionali o per trasporti in condizioni di eccezionalità
  - sui mezzi d'opera
  - sui veicoli adibiti alla rimozione o al soccorso
  - sui veicoli utilizzati per la raccolta di rifiuti solidi urbani
  - per la pulizia della strada e la manutenzione della strada
  - sulle macchine agricole ovvero operatrici
  - sui veicoli impiegati in servizio di scorta tecnica
- l'uso della segnalazione visiva a luce lampeggiante blu affermando l'utilizzo del dispositivo di carattere supplementare installato sui motoveicoli e sugli autoveicoli riportati all'articolo 177[2] del CdS, ovvero su mezzi:
  - adibiti a servizi di polizia
  - antincendio
  - di protezione civile come individuati dal Ministero delle infrastrutture e dei trasporti su proposta del Dipartimento della Protezione Civile della Presidenza del Consiglio dei ministri
  - del Corpo nazionale soccorso alpino e speleologico del Club alpino italiano, nonché degli organismi equivalenti esistenti nella regione Valle d'Aosta e nelle province autonome di Trento e di Bolzano
  - di soccorso umano quali autoambulanze e veicoli assimilati adibiti al trasporto di plasma ed organi
  - di soccorso per il recupero degli animali o di vigilanza zoofila

I conducenti dei veicoli sopra descritti, non sono tenuti a osservare gli obblighi, i divieti e le limitazioni relativi alla circolazione, le prescrizioni della segnaletica stradale e le norme di comportamento in genere, esclusivamente durante l'espletamento di servizi urgenti di istituto, qualora usino congiuntamente al dispositivo di segnalazione visiva a luce lampeggiante blu, il dispositivo acustico supplementare di allarme. Ogni conducente è obbligato comunque ad osservare le segnalazioni degli agenti del traffico, nel rispetto comunque delle regole di comune prudenza e diligenza.